# .gd
.gd là tên miền Internet cấp cao nhất dành cho quốc gia (ccTLD) của Grenada.